# Stack Overflow
Stack Overflow — система вопросов и ответов о программировании, разработанная Джоэлем Спольски и Джеффом Этвудом в 2008 году. Является частью Stack Exchange. Как и в других системах подобного рода, Stack Overflow предоставляет возможность оценивать вопросы и ответы, что поднимает или понижает репутацию зарегистрированных пользователей (вариант игрофикации). Проект создан на C# с использованием ASP.NET 4 и ASP.NET MVC.
На июль 2014 года в базе данных веб-сайта хранилось почти 7,7 миллионов вопросов. В восьмерку наиболее популярных тем, согласно указываемым тегам, на Stack Overflow входят Java, C#, JavaScript, PHP, Android, jQuery, Python и HTML.
По данным на май 2017 года, сайт занимает 53 место по посещаемости во всём мире по рейтингу Alexa Internet, а количество уникальных посетителей составило в декабре 2010 года 18 миллионов человек. В мае 2010 года создатели сайта объявили о том, что венчурный капитал Stack Overflow составил $6 млн.
В 2016 году опубликованы результаты научного исследования, показавшего, что разработчики программ для Android, использующие Stack Overflow, создают существенно более функциональный код (но менее безопасный), чем разработчики, использующие официальную документацию.

## Версии на других языках
В течение долгого времени Stack Overflow был ресурсом, использующим исключительно английский язык. Сегодня, помимо англоязычного сообщества Stack Overflow, в сеть Stack Exchange входят четыре раздела Stack Overflow на языках отличных от английского:
- Stack Overflow на русском
- Stack Overflow на португальском
- Stack Overflow на японском
- Stack Overflow на испанском

Версии на немецком и турецком были предложены и поддержаны сотнями участников в Area51, разделе Stack Exchange Network для новых проектов.